# 後眼

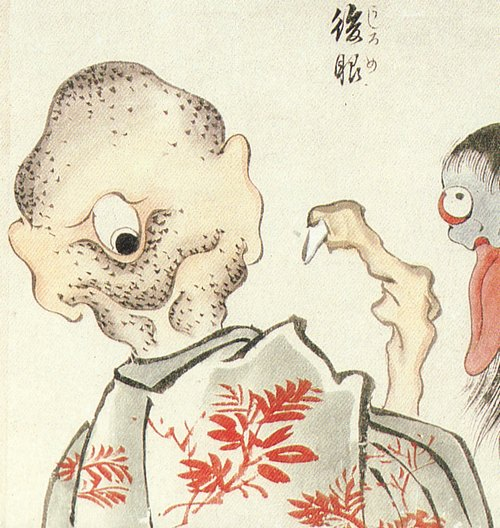
熊本県八代市の松井文庫所蔵品『百鬼夜行絵巻』より「後眼」

後眼（うしろめ）は、日本の江戸時代の妖怪絵巻『百鬼夜行絵巻』（尾田郷澄・1832年）などに描かれている妖怪。他の絵巻物では親にらみという名で描かれている。

## 概要
目が頭の後ろに一つだけあり、1本の鋭い爪を持つ妖怪である。『百鬼夜行絵巻』に記載されているのは名前と絵だけであり、どのような妖怪かは不明である。
おなじく江戸時代に描かれた絵巻物『百物語化絵絵巻』（1780年）では同様の格好をした妖怪が親にらみ（おやにらみ）という名称で描かれている。また、国際日本文化研究センター所蔵の『化物尽絵巻』にも親白眼と記され同じ姿の妖怪が描かれている。
仮名草子『異国物語』（万治元年、1658年）には、後頭部に一つ目を持つ人々の住む国「後眼国（こうがんこく）」についての記述がある。後眼人は古くから中国の『三才図会』などに見え、一つの目が後頭部に描かれている姿という点では後眼と形は似ているが命名などについての関係性は不明瞭である。
多田克己は、「後眼」の名が、秘密は隠し抜くことはできずにいつか知れてしまうことを示す諺「後ろの目」に通じており、この妖怪が手を後ろに回していることが「後ろ手」（悪事を働いて手に縄をかけられる）または「後ろ指を差す」（陰で悪口をいう）、背後を見せていることが「後ろを見せる」（相手に背を向けて逃げる）に繋がるといった、解釈をしている。